# Площа Кенконс
44°50′44″ пн. ш. 0°34′25″ зх. д. / 44.84555556° пн. ш. 0.57361111° зх. д.
Площа Кенко́нс (Place des Quinconces) — одна з центральних площ міста Бордо (Франція). Займає площу 126 000 м² і є однією з найбільших площ Європи.

## Короткий опис
Площа була побудована на місці колишнього замку Тромпет між 1818 та 1828 роками. Пізньосередньовічна фортеця була споруджена після закінчення Столітньої війни, щоб гарантувати королівську владу в місті та запобігти повстанням серед населення. Гармати були спрямовані до центру.

Розташування точок на кубику за принципом «квінкункс» або «кенконс»

Площа має прямокутну форму й закінчується на заході півколом, на якому стоїть 43-метрова статуя Свободи — це Монумент Жирондистам (Monument aux Girondins). На довгих сторонах площі є статуї Монтеск'є та Монтеня, життя яких було тісно пов'язане з містом Бордо.
Дерева, висаджені на площі ще 1818 року, розташовані за зразком багатьох кубиків, що лежать поруч із цифрою п'ять догори. Таке розташування французькою називається Quinconces, від чого і походить назва площі. Саме французьке слово походить від латинського Quincunx та іноді вживається в українській мові як «квінкункс». Окрім розташування п'яти точок латинське слово означає також монету з номіналом 5/12 аса (див. квінкункс).
Інша назва площі — Еспланада Кенконс (Esplanade des Quinconces).